# Morrison Bridge
Die Morrison Bridge ist eine Klappbrücke für den Straßenverkehr in Portland, Oregon in den Vereinigten Staaten. Sie ist nach John L. Morrison (1819–1899) benannt, der 1842 als Pionier in Oregon einwanderte.

## Geschichte
Erste Pläne, eine Brücke über den Willamette River zu schlagen, gehen auf das Jahr 1872 zurück. Damals befand sich Portland nur auf dem westlichen Ufer des Flusses, die eigenständige Siedlung am östlichen Flussufer nannte sich East Portland und gehörte noch nicht zur Stadt. 1887 konnte an der Stelle der heutigen Morrison Bridge die damals längste Brücke westlich des Mississippi Rivers dem Verkehr übergeben werden. Sie wurde von Pacific Bridge gebaut und war über 500 Meter lang. Die Brücke bestand aus vier hölzernen Brückenfeldern und einer Drehbrücke aus Stahl. Sie litt schnell unter dem wachsenden Verkehrsaufkommen und musste deshalb bereits 1905 durch eine Stahlbrücke ersetzt werden, welche ebenfalls durch Pacific Bridge gebaut wurde.
Während Mitte der 1920er-Jahre alle Drehbrücken der Stadt ersetzt worden waren, blieb die Morrison Bridge von 1905 weiterhin in Betrieb, wurde aber zunehmend zum Verkehrshindernis. Weil sie für jede Schiffsdurchfahrt vollständig geöffnet werden musste, war sie pro Tag mehr als anderthalb Stunden für den Straßenverkehr geschlossen. Dies störte besonders stark den zunehmenden Pendlerverkehr, da sich die Wohngebiete nach East Portland verlagerten und die Leute mit dem Auto zur Arbeit über die Brücke in die Stadt fuhren.
Obwohl bereits 1927 Pläne für eine neue Morrison Bridge in Auftrag gegeben wurden, verzögerte sich deren Bau. Erst fehlten das Geld, nachdem alle finanziellen Mittel für den Bau der St. Johns Bridge aufgebraucht wurden, dann verunmöglichten die Great Depression und der Zweite Weltkrieg den Bau der Brücke. Schließlich wurde die Brücke in den Jahren 1954 bis 1958 mit wenigen Änderungen nach den Plänen aus den 1920er-Jahren gebaut.

## Bauwerk
Das Hauptbrücke besteht aus zwei 237 Fuß (ca. 72 m) langen Stahlfachwerkfeldern mit oben liegender Fahrbahn und dazwischen liegender Doppel-Klappbrücke mit tiefliegenden Gegengewichten, die 340 Fuß (ca. 104 m) lang ist. Auf der Brücke sind sechs Fahrspuren und ein Weg für Fußgänger und Radfahrer angeordnet. Die Durchfahrtshöhe bei geschlossener Klappbrücke reicht für die meisten Schiffe aus, sodass die Brücke nur etwa 30 Mal pro Monat geöffnet werden muss. Die Gegengewichte der beiden beweglichen Brückendecks haben ein Gewicht von je 950 t.